# Marmaroxylon
Marmaroxylon es un género de plantas con flores con nueve especies, perteneciente a la familia de las leguminosas. Es originario de Sudamérica.

## Especies
- Marmaroxylon basijugum (Ducke) L. Rico
- Marmaroxylon claviflorum (Benth.) L. Rico
- Marmaroxylon collinum (Sandwith) L. Rico
- Marmaroxylon dinizii (Ducke) L.Rico
- Marmaroxylon eperuetorum (Sandwith) L. Rico
- Marmaroxylon magdalenae L. Rico
- Marmaroxylon ocumarense (Pittier) L. Rico
- Marmaroxylon racemosum (Ducke) Record
- Marmaroxylon ramiflorum (Benth.) L. Rico